# Die schöne Fremde
Die schöne Fremde ist ein Drama Klaus Pohls von 1991. Uraufführung der ersten Fassung war am 12. Mai 1991 anlässlich der Ruhrfestspiele Recklinghausen (Regie: Johannes Klaus).

## Das Stück

### Aufbau
Das Stück ist in fünf Akte gegliedert:
- Erster Akt

Am Abend. Foyer des Kleinstadt-Hotels Reichsapfel in Bebra.
- Zweiter Akt

Hotelzimmer der schönen Fremden.
- Dritter Akt

10 Uhr morgens. Hotelfoyer.
- Vierter Akt

Kopenhagen. Zimmer zum Meer. Hochzeit der schönen Fremden.
- Fünfter Akt

Drei Tage später. Nacht. Foyer des Hotel Reichsapfel.

### Handlung
Die schöne Fremde Magrit, eine Amerikanerin, reist durch Deutschland, das Land ihrer Vorfahren. Als ihr Intercity in der Nähe von Bebra aufgrund starken Schneefalls halten muss und stillgelegt wird, werden die Reisenden mit Bussen nach Bebra gebracht. Da sie nicht in der bereitgestellten Notunterkunft schlafen will, wird sie von einem hilfsbereiten Polen in das Hotel Reichsapfel gebracht, um dort unterzukommen.
Im Foyer des Hotels sitzen die Brüder und Hundezüchter Christian und Ulrich Maul. Die beiden betrinken sich hemmungslos und beleidigen Christians Frau Rosel, mit der auch bereits Ulrich verheiratet war. Als die schöne Fremde das Hotel betritt, malen sich die Brüder aus, sie sei eine Nutte und trüge ihr Geschäft in Kleinstadthotels. Mit dieser Ansicht überzeugen sie auch die Besitzerin Frau Mielke. Als der Schnee immer stärker wird, tritt Lutter, ein Angestellter der Brüder, ein, um die Brüder zum Freischaufeln der Hundezwinger von den Schneelasten herbeizuholen. Die Brüder beschließen, anschließend Sex mit der schönen Fremden zu haben, vorher aber Lutter vorzuschicken, um den Preis auszuhandeln. Als die drei das Hotel verlassen, beginnt ein wildes Toben, da der Pole den Jeep der Hundezüchter eingeparkt hat. Mit fremdenfeindlichen Äußerungen jagen sie den Polen durch die Straße, demolieren sein Auto und verprügeln ihn derart, dass er zu Tode kommt. Um den Totschlag als Unfall zu tarnen, setzen sie das demolierte Auto des Polen vor eine Laterne und verschwinden. Die schöne Fremde beobachtet den Vorfall und verschwindet in ihrem Zimmer.
Später in der Nacht tritt Lutter an die Tür zu Magrits Hotelzimmer. Lutter verschafft sich Zugang und bedrängt Magrit. Er bestellt ihr, dass er sie wie die anderen in den Harz mitnehmen wolle und offenbart sich ihr als Mephisto. Mithilfe seines Hundes Gero bedrängt er sie und vergewaltigt sie schließlich.
Am nächsten Morgen ruft Magrit den ortsansässigen Anwalt Dr. Gustav Futterknecht, um sowohl den Totschlag als auch die Vergewaltigung anzuzeigen. Obwohl Futterknecht mit den örtlichen Gepflogenheiten vertraut ist, lässt er sich von Frau Mielke und Lutter derart umstimmen, dass er die Schuld schließlich bei der schönen Fremden sucht. Sie hätte allzu dreist ihrem Gewerbe als Prostituierte in diesem Hotel nachgehen wollten. Die Schuld verkehrt sich auf Magrit.
Als Magrit in den folgenden Tagen ihre Hochzeit mit ihrem Mann Leon begehen will, kommt es zum Zwiegespräch der beiden. Magrit offenbart ihrem Mann, sie sei vergewaltigt worden. Auch ihr Mann sieht die Schuld vielmehr bei ihr. Magrit beschließt schließlich nach Bebra zurückzufahren, um dort ihre Angelegenheiten ins Reine zu bringen.
Im Schlussakt des Stückes, spielt Magrit die Brüder Maul, Lutter, Futterknecht und Frau Mielke gegeneinander aus. Sie gibt sich jetzt tatsächlich als Prostituierte aus und verspricht den Brüdern Maul den Beischlaf, wenn sie denn den Hund Gero töten würden. Als Lutter den toten Gero liegen sieht, gerät er außer sich und tötet seinerseits die Brüder Maul. Auch Futterknecht verspricht Magrit ihre Liebe und bewegt ihn dazu, den Schäferhundeverein über den Hundemord zu informieren. Der Verein erhebt sich, zündet das Haus der Brüder Maul an und begibt sich zum Hotel.

### Ausgaben
- Karate-Billi kehrt zurück / Die schöne Fremde 1991, Verlag der Autoren, Frankfurt am Main, ISBN 3-88661-122-1